# Байрачный лес (Калмыкия)
Байрачный лес — памятник природы регионального значения. Уникальный степной лес. Основан в 1981 году.

## География
Памятник природы расположен на территории Кировского СМО Сарпинского района Калмыкии в низинной часть балки Годжур и долине реки Аршань-Зельмень к западу от посёлка Годжур. Местность характеризуется близким залеганием слабоминерализованных грунтовых вод (степень минерализации 0,322-0,431 г/л).

## Растительный мир
Байрачный лес представлен древесно-кустарниковыми породами: тополь серебристый, дуб черешчатый, акация белая, ясень зелёный, клён ясенелистный, клён татарский, вяз приземистый, жимолость татарская, вяз гладкий, осина, шиповник коричный, ирга, груша лесная, гледичия трехколючковая, спирея, смородина золотистая. Уникален растительный покров под пологом байрачного леса: мята, спаржа, лапчатка астраханская, подмаренник настоящий, лопух, пижма, василёк Талиева, полынь обыкновенная, осока, бутень, мятлик луговой, фиалка, дикий чеснок, лапчатка астраханская, крапива, горец птичий, молокан татарский, колокольчик болонский.